# 夜莺 (电影)
《夜莺》（英語：The Nightingale），是一部2013年华语電影。导演菲利普·穆伊爾，主演李保田、秦昊、杨心仪、李小冉。它是中国和法国自2010年签署《中法电影合拍协议》以来，继《我11》后第二部以中法合拍片立项的影片。法国于2014年5月7日上映。香港于2016年11月10日上映并由高先电影发行。

## 剧情
该片讲述一个老人和孙女的故事。老人从北京市回到老家广西壮族自治区桂林市阳朔县，他带着自己8岁的孙女，还有一只18岁的夜莺，开启了一段旅程，主要讲述他们在桂林市、三江县和阳朔县的故事，从而消除了爸爸妈妈不和的家庭矛盾。

## 演出
- 李保田 出演 志根，爷爷。
- 秦昊 出演 爸爸，建筑师。
- 李小冉 出演 妈妈。
- 杨心仪 出演 任幸，孙女。

## 制作
2012年9月到11月拍摄，拍完在法国做后期。2013年9月成片做完。

## 发行和评价
2014年5月7日，该片在法国首播。9月25日，仁川亚运会期间，该片在韩国播映。9月29日，该片在南宁市播映。
2014年10月4日，《好莱坞报道者》报道，该片将会代表中国角逐奥斯卡最佳外语片。
2014年5月7日，根据腾讯网报道：“该片在法国首播之后，击败阿诺·施瓦辛格主演的《破坏者》和法国诸多本土影片，已成为在法国排期最长、放映场次最多、屡创票房佳绩的中国影片。其间第9周，观影人次就超过10万，相当于每600个法国人中就有1人看过。”
法国14家主流媒体都肯定了该片。
1905电影网写道：“ 《夜莺》的故事线并不复杂，主要讲述祖孙两人在重返故里路上的各种遭遇。不过，在这条故事线之内，它却探讨了十分丰富的主题。情感层面，它涉及祖孙两人的相互理解、父子二人的冰释前嫌、夫妻之间的爱意重燃；理念层面，他讨论城市与田园的对立，物欲和纯真的纠葛；诗意层面，它记录了一个老者对过往的追忆和对故乡的思念。”
不过网易影评写到：“当年《蝴蝶》之所以深入人心正是因为爷爷与小女孩在旅途中碰撞出了人性中温暖的一面，经由一次次小细节，完成了各自的转变与升华。反观《夜莺》，最大的缺陷就是没能好好从故事细节上下功夫，爷爷与孙女的转变却显得生涩突兀。孙女原本的骄纵一下子就不见了，似乎在山洞听了爷爷讲完奶奶的故事之后就突然性情大变，成了能照顾爷爷的小天使。全片缺少一次决定性的大冲突，也缺少能推动情节和人物发展的一个个小冲突，爷爷与孙女从来没有吵过嘴，没有过不和谐的场面，他们的价值观、人生观从没有得到过正面的碰撞，似乎一切都在依靠孙女的“良心发现”，这也就让全片缺乏最基本的戏剧张力。”

## 电影节
| 年份 | 电影节           | 备注  |
| ---- | ---------------- | ----- |
| 2013 | 釜山电影节       | [ 3 ] |
| 2014 | 北京大学生电影节 | [ 3 ] |
| 2014 | 北京国际电影节   | [ 3 ] |
| 2014 | 长春电影节       | [ 3 ] |

## 奖项
| 年份 | 奖项           | 奖项细分                             | 是否得奖 | 备注  |
| ---- | -------------- | ------------------------------------ | -------- | ----- |
| 2014 | 上海国际电影节 | 电影频道传媒大奖最佳男主角奖——李保田 | 獲獎     | [ 3 ] |